# 1955年至1956年香港甲組足球聯賽
1955–56年香港甲組足球聯賽（英語：Hong Kong First Division Football League），是第 45 屆香港甲組足球聯賽，本屆聯賽共有 13 隊參賽球隊，冠軍是東方，他們以 24 場 21 勝 0 和 3 合共取得 42 分。東方隊第 1 次贏得港甲冠軍。

## 外部連結
- 香港足球總會官網（页面存档备份，存于）
- 香港甲組足球聯賽 歷屆冠軍（页面存档备份，存于）